# Alfa Lyncis
Alfa Lyncis (α Lyn, α Lyncis) è una stella nella costellazione della Lince di magnitudine apparente +3,13, situata a 220 anni luce dal sistema solare.
È la più luminosa di questa piccola costellazione, ed è anche l'unica stella della Lince ad aver ricevuto una lettera greca nella nomenclatura di Bayer.
Possiede anche i nomi tradizionali di Elvashak o Alvashak, poco usati, che derivano dall'arabo الوشق (al-washaq), che significa "gatto selvaggio".

## Caratteristiche fisiche
Alfa Lyncis è una gigante arancione in avanzato stadio evolutivo; ha una massa doppia rispetto a quella del Sole, ma il raggio è 55 volte superiore, mentre la sua luminosità è quasi quella di 700 soli, tenendo conto della radiazione infrarossa emessa, visto che con una temperatura superficiale di 3900 K la stella irradia soprattutto in questa lunghezza d'onda.
Non si sa con certezza in quale fase evolutiva si trova Alfa Lyncis; può darsi che stia aumentando la luminosità o che stia calando, a seconda dell stato del suo nucleo, se è di elio inerte oppure se l'elio sta ancora fondendo in carbonio per mezzo del processo tre alfa. C'è anche la possibilità che la stella stia aumentando la luminosità con un nucleo inerte di carbonio al suo interno, prima di rilasciare gli strati esterni e trasformarsi in una nana bianca.